# Stormen Helga
Stormen Helga var en storm med vindstød af orkanstyrke, som ramte Nordjylland fredag d. 4. december 2015. Stormen gik i land ved Thyborøn og flyttede sig nordøstover til Skagen. Den toppede i løbet af formiddagen og var særlig kraftig ved Hirtshals og Skagen. Stormen kom få dage efter at Stormen Gorm havde lukket de fleste større broer i landet.
Det højeste vindstød blev målt til 34,5 m/s. Man aflyste tog mellem Aalborg og Frederikshavn mellem 06-13 og indsatte i stedet togbusser. Rederierne Color Line og Stena Line aflyste færger fra både Hirtshals og Frederikshavn.